# Secret Avenue
Secret Avenue — український англомовний нью-вейв, інді гурт, створений 2012 року в Києві.

## Історія
Гурт засновано наприкінці 2012 року кримчанами Антоном Прибиткіним та Георгієм Принцевим. Команда сформована під впливом культури та естетики 1970-1980-х років, їхня музика поєднує елементи електропопу та гітарного інді-року. Перший сингл «Satellite» гурт презентував 2013 року.
2014 року гурт відзначився на двох українських фестивалях: «Джаз Коктебель» та «Гогольfest».
У грудні 2014 року гурт випустив дебютний EP «Sirens» та сингл «Happiness». Релізи, що є у вільному доступі в мережі, були внесені критиками до переліків найкращих релізів 2014 року в Україні.
13 грудня 2014 року відбулася презентація дебютного міні-альбому гурту в київському закладі Sentrum.
Навесні 2015 року «Secret Avenue» здійснили перший тур містами України. 22 травня 2015 року колектив завершив другий день міжнародного фестивалю короткометражних фільмів Wiz-Art 2015 у Львові.
Влітку 2015 року гурт став учасником декількох фестивалів України, серед яких «Файне Місто» та «Захід». 23 листопада 2015 року гурт випустив міні-альбом «Worries».

## Учасники
- Антон Прибиткін — вокал, гітара
- Георгій Принцев — клавіші
- Микола Сікора — ударні
- Сергій Кулик — бас-гітара
- Микита Перфильєв — гітара

Колишні учасники
- Сергій Дудніков - бас-гітара
- Тарас Гуляк - гітара

## Дискографія

### Міні-альбоми
| Рік  | Назва   |
| ---- | ------- |
| 2014 | Sirens  |
| 2015 | Worries |

### Сингли
| Рік  | Назва     |
| ---- | --------- |
| 2013 | Satellite |
| 2014 | Happiness |

## Відео
| Рік  | Назва                        |
| ---- | ---------------------------- |
| 2014 | ШООМ Live                    |
| 2015 | Dirty Steps Zeitgeist Mirror |